# Parafia Trójcy Przenajświętszej w Iszkołdzi
Parafia Trójcy Przenajświętszej w Iszkołdzi – rzymskokatolicka parafia znajdująca się w diecezji pińskiej, w dekanacie lachowickim, na Białorusi.

## Historia
Obecny kościół powstał ok. 1472. W wyniku represji po powstaniu styczniowym w 1866 władze carskie zakazały odprawiania mszy, a w 1868 kościół został zamieniony na cerkiew i przebudowany. W 1918 zwrócony katolikom. W 1969 władze radzieckie zamknęły kościół. Zwrócono go po upadku Związku Sowieckiego.